# سفارة اليابان في الهند
سفارة اليابان في الهند هي أرفع تمثيل دبلوماسي لدولة اليابان لدى الهند. تقع السفارة في نيودلهي وهي تهدف لتعزيز المصالح اليابانية في الهند.

## وصلات خارجية
- الموقع الرسمي
- قائمة سفارات اليابان
- قائمة السفارات في الهند